# Susanne Andexlinger
Susanne Andexlinger (* 7. Jänner 1963 in Lustenau) ist eine österreichische Politikerin (ÖVP) und Ärztin. Andexlinger kandidierte bei der Landtagswahl in Vorarlberg 2019 für ihre Partei auf dem dritten Listenplatz im Wahlbezirk Dornbirn und wurde in der Folge in den Vorarlberger Landtag gewählt. Ab dem 6. November 2019 war sie als Abgeordnete des Landtags der 31. Legislaturperiode tätig.

## Werdegang
Susanne Andexlinger besuchte zunächst das Bundesgymnasium Dornbirn, wo sie im Jahr 1981 maturierte und studierte anschließend an der Universität Innsbruck Medizin. Aktuell arbeitet sie als Allgemeinmedizinerin mit einer eigenen Praxis in Dornbirn. Daneben absolvierte sie auch die Studien Health Service Management an der Donau-Universität Krems sowie Public health an der Universität Bern, die sie jeweils mit den akademischen Graden Master of Advanced Studies bzw. Master of Business Administration abschloss.
Andexlinger, die selbst in Lustenau wohnhaft ist, begann dort auch ihre politische Karriere. Sie ist aktuell Mitglied der Lustenauer Gemeindevertretung sowie seit der Gemeindevertretungswahl 2005 Mitglied des Lustenauer Gemeindevorstands. Im Gemeindevorstand ist sie Gemeinderätin für Soziales, Gesundheit, Senioren, Betreuung und Pflege sowie Wohnungsangelegenheiten.
Bei der Landtagswahl in Vorarlberg 2019 stellte sich Susanne Andexlinger im Wahlbezirk Dornbirn für den dritten Listenplatz der Vorarlberger Volkspartei zur Verfügung und wurde dabei auf einem Grundmandat in den Vorarlberger Landtag gewählt. Die Angelobung als Abgeordnete des Landtags der 31. Legislaturperiode fand in der konstituierenden Landtagssitzung am 6. November 2019 statt. Am 15. Februar 2024 kündigte Andexlinger an, bei der Landtagswahl im Herbst 2024 nicht mehr kandidieren zu wollen.